# Manchester (Schiff, 1938)
Die Manchester war ein Leichter Kreuzer der Town-Klasse der Royal Navy während des Zweiten Weltkrieges. Die Manchester gehörte der Gloucester-Unterklasse an.

## Konstruktion
Mit ihrem Bau wurde am 28. März 1936 von Hawthorn, Leslie & Company in Hebburn begonnen. Nachdem das Schiff am 12. April 1937 vom Stapel gelaufen war, wurde es am 4. August 1938 in Dienst gestellt.
Herausragendes Gestaltungsmerkmal waren die neu entworfenen Drillingsgeschütztürme. Das mittlere Geschütz war etwas zurückgesetzt gegenüber den anderen beiden im Turm eingebaut. Optisch entstand dadurch der Eindruck, das mittlere Geschütz hätte ein kürzeres Rohr; aber tatsächlich waren alle drei Geschütze vom gleichen Modell. Diese Maßnahme war eingeführt worden, weil so die Rohrmündungen einen größeren Abstand zueinander hatten, wodurch der Mündungsdruck beim gleichzeitigen Feuern gesenkt werden sollte.
Darüber hinaus war das Schiff mit einem für damalige Zeiten hochmodernen Radar ausgestattet.

## Einsätze im Zweiten Weltkrieg
Die Manchester hatte während des Norwegenunternehmens 1940 ihren ersten Kriegseinsatz und kämpfte 1941 zusammen mit anderen Kriegsschiffen der Royal Navy in der Seeschlacht bei Kap Teulada südlich vor Sardinien. 1942 nahm die Manchester an der Operation Pedestal zur Unterstützung der belagerten Insel Malta teil, in deren Vorfeld bereits während der Operationen Vigorous und Harpoon mehrere alliierte Kriegsschiffe zerstört wurden.
Am 13. August 1942 wurde die Manchester während der Operation Pedestal von einem Torpedo eines der beiden italienischen Schnellboote MS 16 und MS 22 getroffen, der mehrere Besatzungsmitglieder tötete und das Schiff schwer beschädigte. Der Kommandant, Captain Harold Drew, sah keine Chance, das Schiff zu retten, und ließ es von seiner Besatzung versenken. Viele der Besatzungsmitglieder konnten durch alliierte Schiffe gerettet werden, jedoch gerieten auch viele in die Kriegsgefangenschaft des Vichy-Regimes in Tunesien.
Die Aufgabe des Schiffes wurde dem Kommandanten von Seiten der Admiralität als Fehler vorgeworfen, da davon ausgegangen wurde, dass das Schiff einen sicheren Hafen hätte erreichen können. Letztlich kam man aber in einem Kriegsgerichtsverfahren zu dem Ergebnis, dass die Manchester so schwer getroffen war, dass der Kommandant fürchten musste, das Schiff würde dem Feind in die Hände fallen.